# Teresa Tarouca
Teresa de Jesus Pinto-Coelho Teles da Silva, mais conhecida por Teresa Tarouca ComIH (Lisboa, 4 de janeiro de 1942 – Lisboa, 11 de novembro de 2019), foi uma fadista portuguesa. Recebeu o Prémio da Imprensa (1964) na categoria "Fado".

## Biografia
Nasceu em 4 de janeiro de 1942, em Lisboa. Oriunda de uma família ligada à música (é prima de Frei Hermano da Câmara e prima afastada de Maria Teresa de Noronha) adoptou o nome de Teresa Tarouca, devido à sua ascendência nos condes de Tarouca. 
Na década de 1950 foi considerada "Menina-prodígio", começou a cantar desde muito cedo, com 11 anos de idade, em espectáculos de beneficência, estreando-se no Fado aos 13 anos.
Assinou contrato com a editora RCA, em 1962, para a gravação do primeiro disco.
Trabalhou com uma vasta galeria de autores de qualidade como D. António de Bragança, João de Noronha, Casimiro Ramos, João Ferreira-Rosa, Francisco Viana, Alfredo Marceneiro, D. Nuno de Lorena, Pedro Homem de Mello ou Maria Manuel Cid.
Algumas das suas canções mais conhecidas são "Mouraria", "Deixa Que Te Cante Um Fado", "Fado, Dor e Sofrimento", "Passeio à Mouraria" ou "Saudade, Silêncio e Sombra".
Teresa Tarouca actuou em vários países como Dinamarca, Bélgica, Espanha, Estados Unidos da América ou Brasil.
A fadista foi convidada para actuar na edição de 1973 do Festival RTP da Canção.
Em 1989 foi editado o álbum "Tereza Tarouca Canta Pedro Homem de Mello", um disco emblemático da sua carreira.
No ano de 1997 participou, como "Atração de Fado", na revista Preço Único, no Teatro ABC do Parque Mayer.
Após alguns afastamento das lides artísticas, Teresa Tarouca teve uma participação especial em 2008 no musical Fado... Esse Malandro Vadio! de João Núncio, com encenação é de Francisco Horta.
Morreu a 11 de novembro de 2019, no Hospital de São Francisco Xavier, em Lisboa, vítima de pneumonia dupla.

## Prémios e reconhecimento
Teresa Tarouca recebeu o Prémio da Imprensa (1964), ou Prémio Bordalo, na categoria "Fado". Na mesma cerimónia de entrega, no Pavilhão dos Desportos a 3 de Abril de 1965, a Casa da Imprensa distinguiu na mesma categoria o fadista Alfredo Marceneiro.
A 7 de junho de 2013, foi feita Comendadora da Ordem do Infante D. Henrique, tal como também a fadista Maria da Fé.
Ainda em 2013 foi distinguida com o "Prémio Carreira" na 8.ª edição dos Prémios Amália.

## Discografia
Entre a sua discografia encontram-se: 
Álbuns de estúdio
- Tereza Tarouca Canta Pedro Homem de Mello (1989, Edisom)[2][14]

Singles e EP
- Meu Bergantim (1968, EP, RCA Victor)[14]
- Ora Bate, Bate (1971, RCA Victor)[14]
- Tereza Tarouca (1972, RCA Victor EPs)[14]

Compilações
- Teresa Tarouca (CD, Polygram, 1992, Colecção "Temas de Ouro da Música Portuguesa")[15]
- O Melhor dos Melhores (n.º 32) (CD, Movieplay, 1994, Colecção "O Melhor dos Melhores")[16]
- Os Maiores Sucessos de Tereza Tarouca Vol.I (RCA CAMDEN PTCS-1001)
- Os Maiores Sucessos de Tereza Tarouca Vol.II (1971, LP, RCA CAMDEN PTCS-1006)